# Apostolepis nigrolineata
Espèce
Synonymes
- Elapomorphus nigrolineatus Peters, 1869
- Apostolepis nigrolineatus (Peters, 1869)
- Apostolepis quinquelineata Boulenger, 1896
- Apostolepis rondoni Amaral, 1925

Apostolepis nigrolineata est une espèce de serpents de la famille des Dipsadidae.

## Répartition
Cette espèce se rencontre en Guyane, au Guyana et au Brésil au Ceará, au Maranhão, au Pará, au Roraima, au Rondônia et en Amazonas.
Sa présence en Bolivie est incertaine.

## Publication originale
- Peters, 1869 : Über neue Gattungen und neue oder weniger bekannte Arten von Amphibien (Eremias, Dicrodon, Euprepes, Lygosoma, Typhlops, Eryx, Rhynchonyx, Elapomorphus, Achalinus, Coronella, Dromicus, Xenopholis, Anoplodipsas, Spilotes, Tropidonotus). Monatsberichte der Königlich Preussischen Akademie der Wissenschaften zu Berlin, vol. 1869, p. 432-447 (texte intégral).